# Châtres-sur-Cher
Châtres-sur-Cher é uma comuna francesa na região administrativa do Centro, no departamento Loir-et-Cher. Estende-se por uma área de 35,8 km². Em 2010 a comuna tinha 1 113 habitantes (densidade: 31,1 hab./km²).